# Фінансова криза в Японській імперії 1927 року

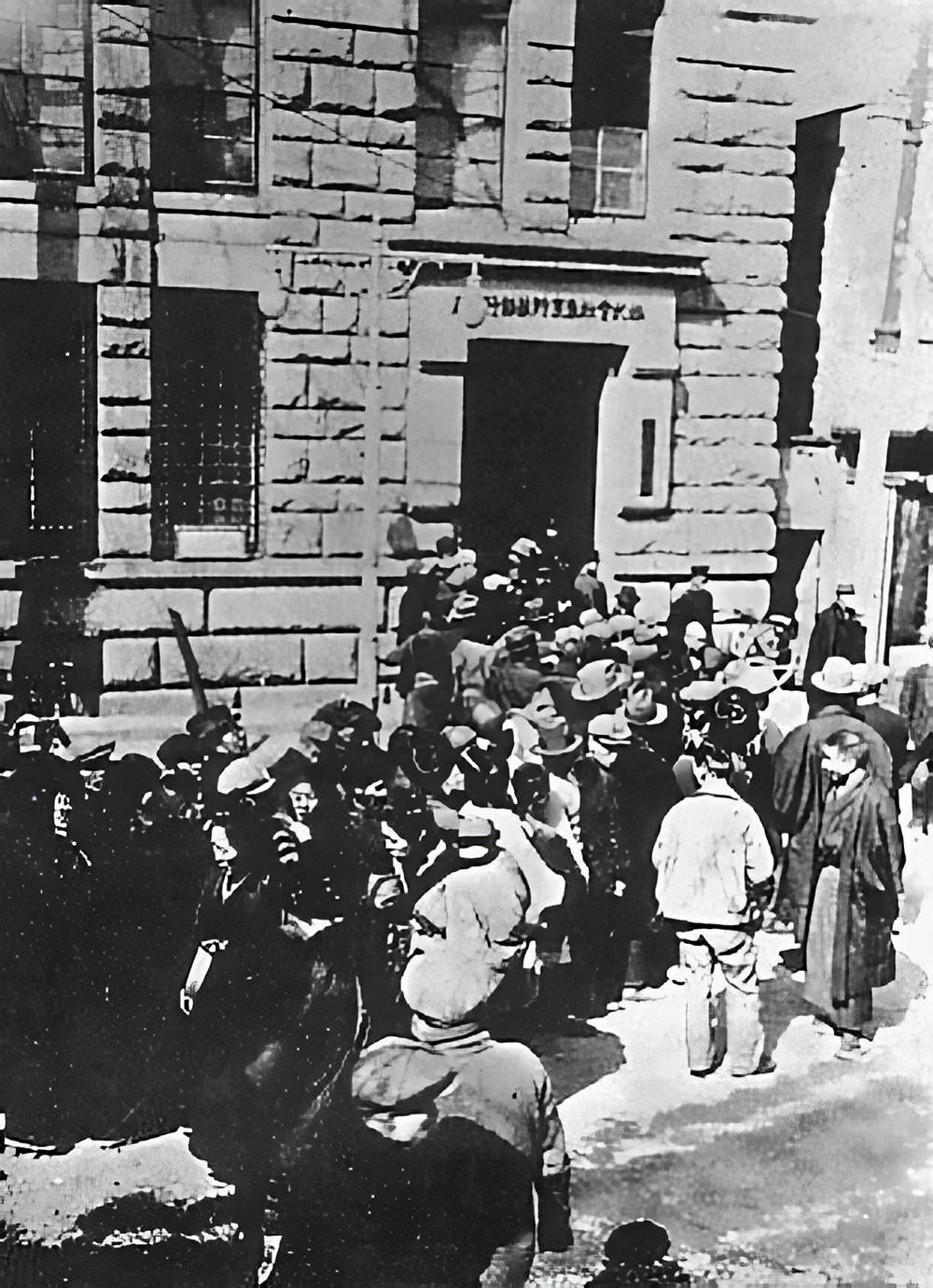
Утеча банку під час «фінансової кризи Сьова»

Фінансова криза в Японській імперії 1927 року або «Фінансова криза Сьова» (яп. 昭和金融恐慌) — це фінансова криза в Японській імперії яка виникла в 1927 році, протягом першого року правління японського імператора Сьова (Хірохіто) і була передвісником фінансової кризи в США яка увійшла в історію як «Великої депресії». Ця фінансова криза призвела до відставки уряду Японської імперії на чолі з прем'єр-міністром Вакацукі Рейдзіро та призвело до панування японської олігархії відомої як «дзайбацу» над банківською системою Японської імперії. 
Фінансова криза в Японській імперії 1927 року сталася після тривалого економічного буму в Японії який відбулася після першої світової війни. Багато японських компаній інвестували значні кошти у збільшення виробничих потужностей в Японській імперії у те, що зрештою виявилося звичайною «економічною бульбашкою». Також рецесія економіки в Японській імперії відбулась після 1920 року та через руйнівні наслідки великого кантоського землетрусу в 1923 році що спричинили економічну депресію, яка призвела до банкрутства багатьох підприємств. Уряд Японської імперії втрутився через центральний банк Японії, випустивши дисконтні «облігації на випадок землетрусу» банкам, що переповнюють свої потреби. У січні 1927 року, коли уряд запропонував викупити ці облігації, поширилися чутки, що банки, які тримали ці облігації, збанкрутують. Під час подальшої банківської паніки 37 банків по всій Японській імперії (включаючи Банк Тайваню) і банк «дзайбацу» другого рівня Сузукі Шотен зазнали краху. Прем'єр-міністр Японської імперії пан Вакацукі Рейдзіро намагався видати надзвичайний указ, щоб дозволити центральному банку Японської імперії видати екстрені позики для порятунку цих банків, але таємна рада Японської імперії відхилила його прохання і через це він був змушений піти у відставку.
Наступним Прем'єр-міністр Японської імперії став пан Танака Ґіїті, який зумів контролювати ситуацію за допомогою тритижневих банківських вихідних і видачі екстрених позик; однак у результаті краху багатьох менших банків великі фінансові філії п'яти великих олігархічних домів «дзайбацу» стали домінувати в фінансовій системі Японської імперії до кінця другої світової війни.